# Her Kind of Man
Pour plus de détails, voir Fiche technique et Distribution.
Her Kind of Man est un film américain réalisé par Frederick de Cordova, sorti en 1946.

## Fiche technique[1]
- Titre : Her Kind of Man
- Réalisation : Frederick de Cordova
- Scénario : Gordon Kahn et Leopold Atlas d'après une histoire de Charles Hoffman (en) et James V. Kern
- Direction artistique : Ted Smith
- Costumes : Leah Rhodes
- Photographie : Carl E. Guthrie
- Musique : Franz Waxman
- Société de production : Warner Bros.
- Pays de production : États-Unis
- Format : Noir et blanc - 1,37:1
- Genre : policier
- Durée : 78 minutes
- Date de sortie : 1946

## Distribution
- Dane Clark : Don Corwin
- Janis Paige : Georgia King
- Zachary Scott : Steve Maddux
- Faye Emerson : Ruby Marino
- George Tobias : Joe Marino
- Howard Smith : Bill Fellows
- Harry Lewis (en) : Candy
- Sheldon Leonard : Felix Bender